# Letter from America (canção)
"Letter from America" (em português:  Carta da América) é o segundo single do álbum This Is the Story, lançado pela banda de música pop The Proclaimers em 1987.
A letra da música reflete a longa história de emigração da Escócia com escoceses deixando para trás a depressão econômica em seu próprio país para iniciar uma nova vida nos EUA e no Canadá.
A canção foi gravada em um arranjo mais completo com o produtor Gerry Rafferty e se tornou um sucesso, chegando a posição #03 no Reino Unido. O vinil 12" polegadas da música foi lançada de um modo incomum, com as duas versões - acústica e orquestrada - entrelaçadas no mesmo lado do disco, assim que colocar a agulha no disco iria resultar em uma reprodução aleatória de uma ou outra versão.

## Faixas
Reino Unido 7" Single
| N.º | Título                                   | Duração |  |
| 1.  | "Letter from America" (Band Version)     | 4:00    |  |
| 2.  | "Letter from America" (Acoustic Version) | 4:04    |  |
| 3.  | "I'm Lucky"                              | 2:50    |  |

## Posições nas paradas musicais
| Parada musical (1987)              | Melhor posição |
| ---------------------------------- | -------------- |
| Alemanha - Germany Top 100 Singles | 57             |
| Irlanda - IRMA                     | 2              |
| Países Baixos - MegaCharts         | 29             |
| Reino Unido - UK Singles Chart     | 3              |